# Santia hirsuta
Santia hirsuta là một loài chân đều trong họ Santiidae. Loài này được Menzies miêu tả khoa học năm 1951.